# Starohnativka
Starohnativka (ukrainien : Старогнатівка) est une ville de l'oblast de Donetsk, en Ukraine.

## Personnalités
- Illya Mate (1956-), champion olympique et du monde de lutte libre, est né à Starohnativka.